# Gunnar Jervill
Gunnar Jervill (Gotemburgo, 23 de novembro de 1945) é um arqueiro sueco, medalhista olímpico.

## Carreira
Gunnar Jervill representou seu país nos Jogos Olímpicos em 1972 e 1976, ganhando a medalha de prata em 1972. 